# Мужун Дъ
Мужун Дъ (на китайски: 慕容德; на пинин: Mùróng Dé) е първият император на Южна Йен, управлявал от 398 до 405 година.

## Биография
Мужун Дъ е роден през 336 година в семейството на Мужун Хуан, водач на сиенбейския род Мужун, който през следващата година основава държавата Ранна Йен. Мужун Дъ заема различни постове в Ранна Йен, като през 368 – 369 година е управител на столицата Йечън. След завладяването на Ранна Йен от Ранна Цин през 470 година много членове на рода Мужун заемат командни постове в армията на победителите, като Мужун Дъ дълго време е управител на град Джание в Гансу.
През 384 година по-големият брат на Мужун Дъ Мужун Чуей оглавява бунт срещу Ранна Цин и основава държавата Късна Йен, като Мужун Дъ е един от приближените му. През следващите години се засилва натискът върху Късна Йен от нейния западен съсед Северна Уей. През 398 година силите на Късна Йен са разкъсани на две и Мужун Дъ се обявява за самостоятелен владетел в южните области около Анян, поставяйки началото на Южна Йен.
През 399 година Мужун Дъ провежда успешно настъпление в Шандун, отнема централните и източни части на полуострова от империята Дзин и се установява в тази област. През следващата година се обявява за император.
Мужун Дъ умира през 405 година в своята столица Гуангу и е наследен от племенника си Мужун Чао.